# ایستگاه لمبت شمالی
ایستگاه لمبت شمالییک ایستگاه از خط بیکرلو و از خطوط متروی لندن است.که در منطقه لامبت قرار دارد و در ۱۰ مارس ۱۹۰۶ افتتاح شده است.
طراح این ایستگاه لزلی گرین نام دارد و این ایستگاه دارای دو آسانسور و یک پلکان مارپیچی است که سطح خیابان را به سطح سکوی قطار شهری پیوند می‌دهد.

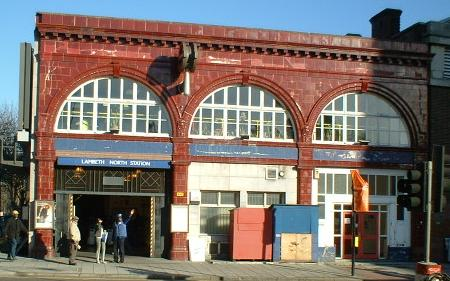

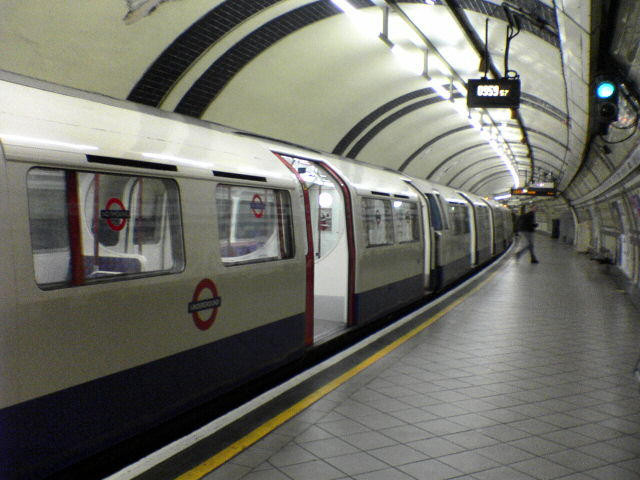

## نگارخانه

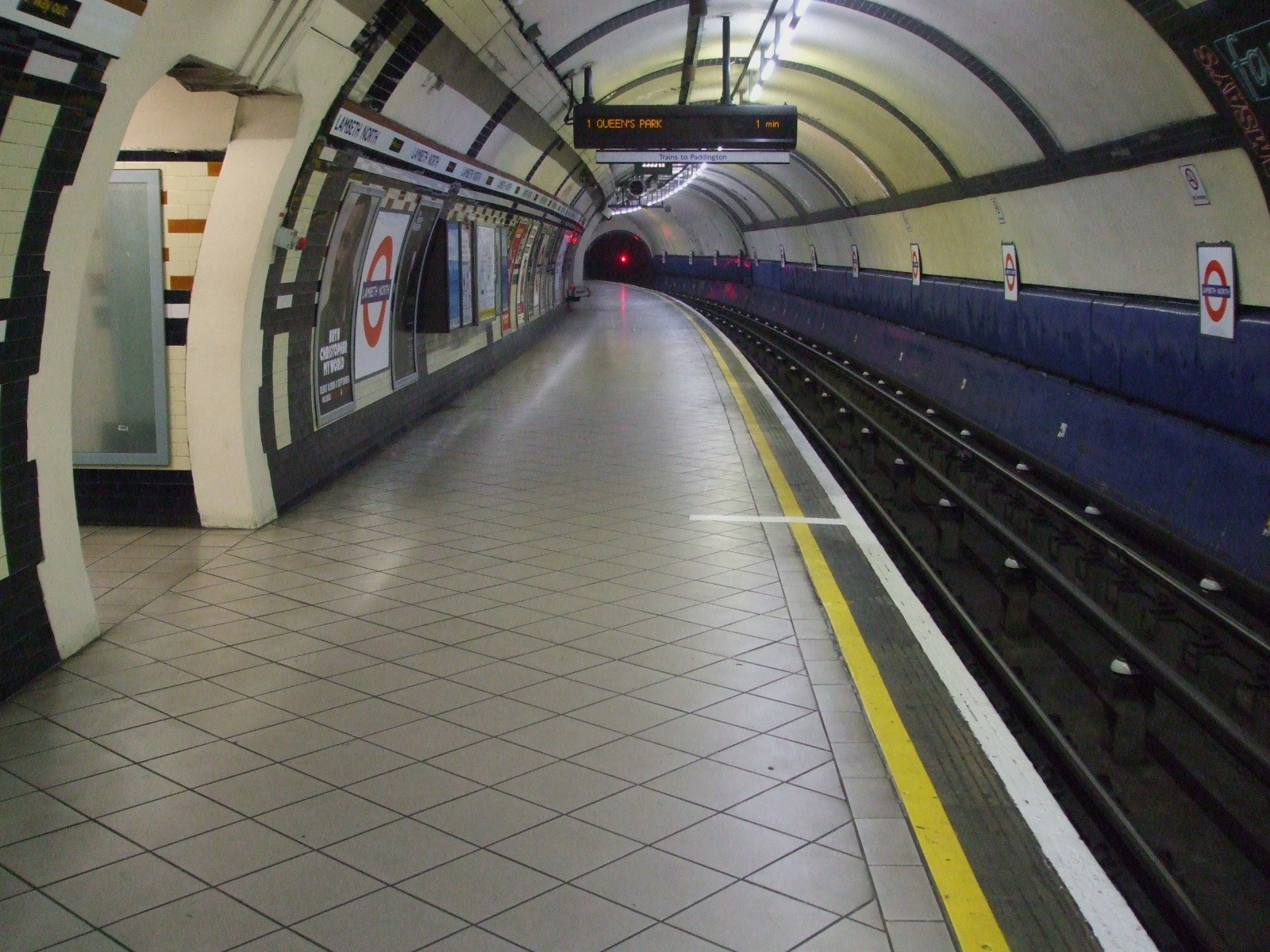
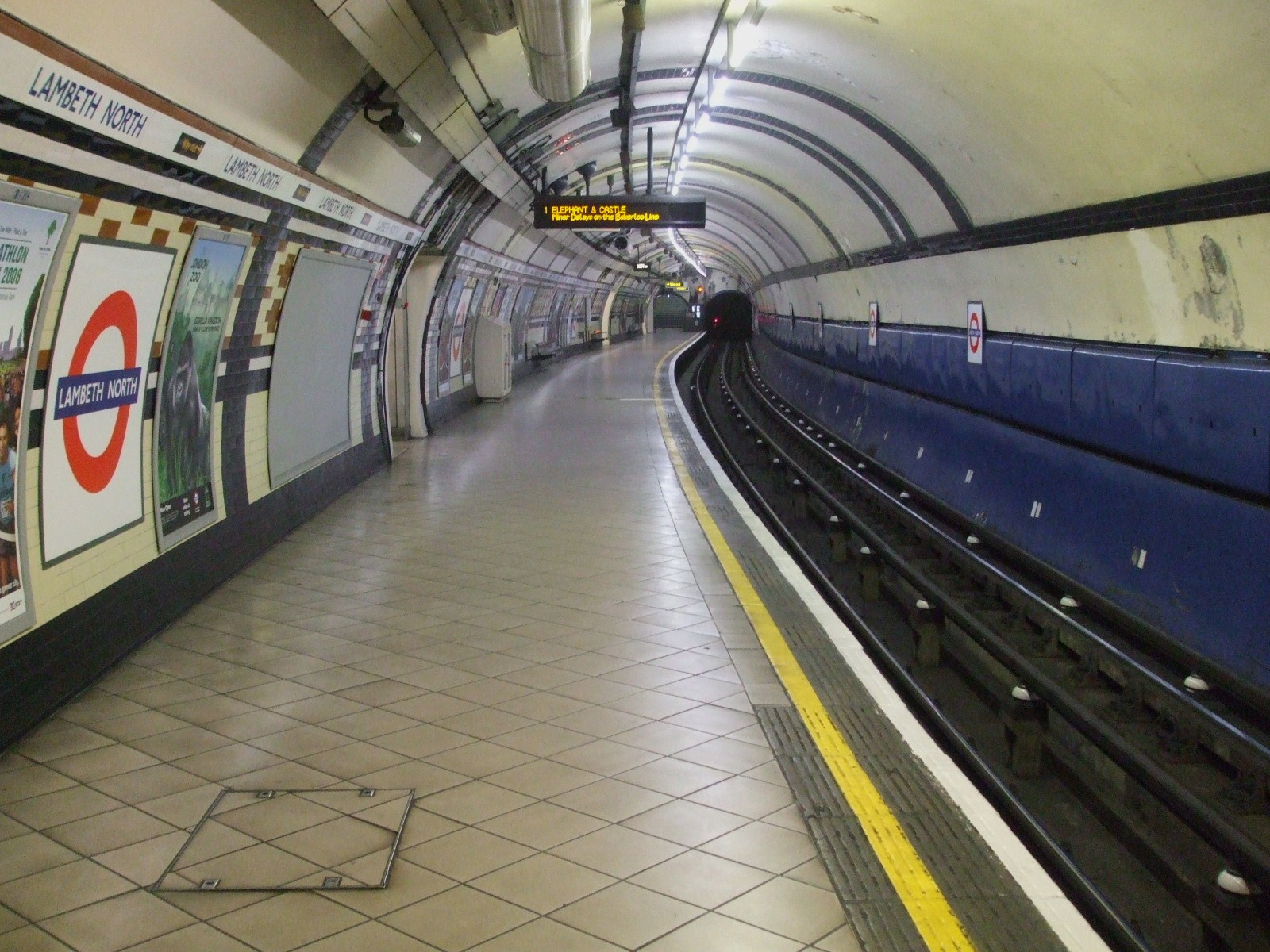
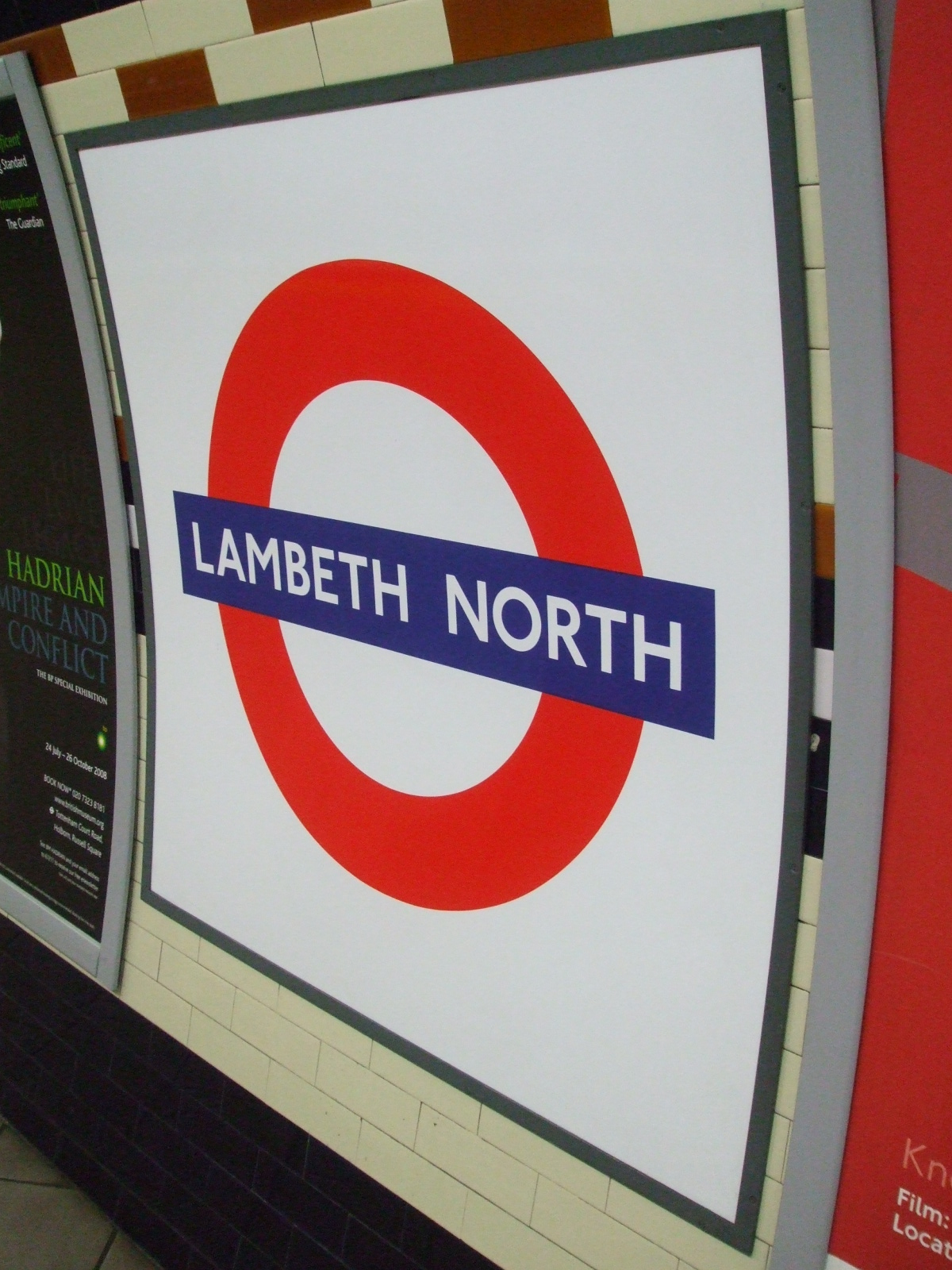
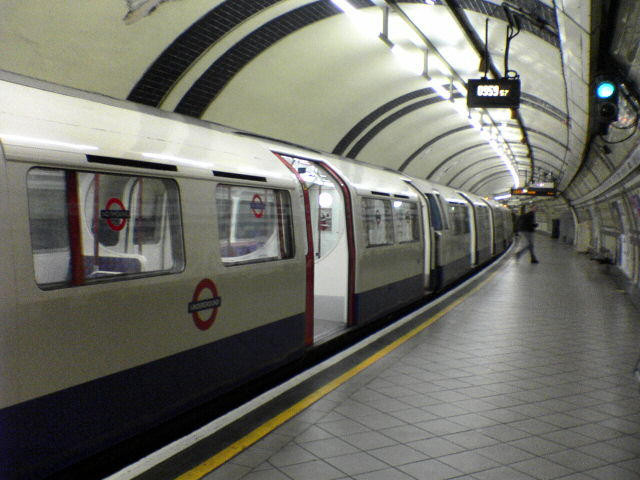